# Мілководні відклади
Мілководні відклади (рос. мелководные отложения, англ. shallow-water sediments; нім. Flachwasserablagerungen f pl) — група морських осадів, що відкладаються на глибинах до 200 м. Найнадійніший критерій виділення мілководних утворень — склад геліофобних донних організмів.